# Haravilliers
Haravilliers ist eine französische Gemeinde mit 582 Einwohnern (Stand 1. Januar 2022) im Département Val-d’Oise der Region Île-de-France; sie gehört zum Arrondissement Pontoise und zum Kanton Pontoise. Die Einwohner nennen sich Haravillois bzw. Haravilloises.

## Geographie
Die Gemeinde Haravilliers befindet sich 40 Kilometer nordwestlich von Paris. Sie liegt im Regionalen Naturpark Vexin français.
Nachbargemeinden von Haravilliers sind Neuilly-en-Vexin im Westen, Chavençon im Nordwesten, Neuville-Bosc im Norden, Berville im Nordosten, Arronville im Osten, Theuville im Südosten, Bréançon im Süden sowie Le Heaulme im Südwesten.

## Geschichte
Funde aus der Vorgeschichte bezeugen eine frühe Besiedlung auf dem Gebiet von Haravilliers. Aus der gallo-römischen Epoche wurde ein Töpferwerkstätte gefunden.
Im 1099 wird der Ort als Haradvilerio genannt. Seine große Kirche diente als Urkirche auch den umliegenden Weilern.

## Bevölkerungsentwicklung
| Jahr      | 1962 | 1968 | 1975 | 1982 | 1990 | 1999 | 2006 |
| Einwohner | 229  | 214  | 270  | 348  | 414  | 460  | 502  |

## Sehenswürdigkeiten
- Kirche Notre-Dame-de-l’Assomption, erbaut ab dem 12. Jahrhundert (Monument historique)[1]
- Taubenturm, erbaut im 17. Jahrhundert (Monument historique)[2]